# Jos van Emden
Jos van Emden (Schiedam, 18 de fevereiro de 1985) é um ciclista profissional holandês, que atualmente compete para a equipe LottoNL-Jumbo.